# Дактилі
Да́ктилі (грец. Daktyloi) — у давньогрецькій міфології — демони, що жили на горі Іда у Фригії (варіант: на однойменній горі на Криті); вважалися супутниками Реї-Кібели; їм приписують відкриття й початки обробки заліза. Були створені німфою Анхіалою.